# Czytnik kanałów

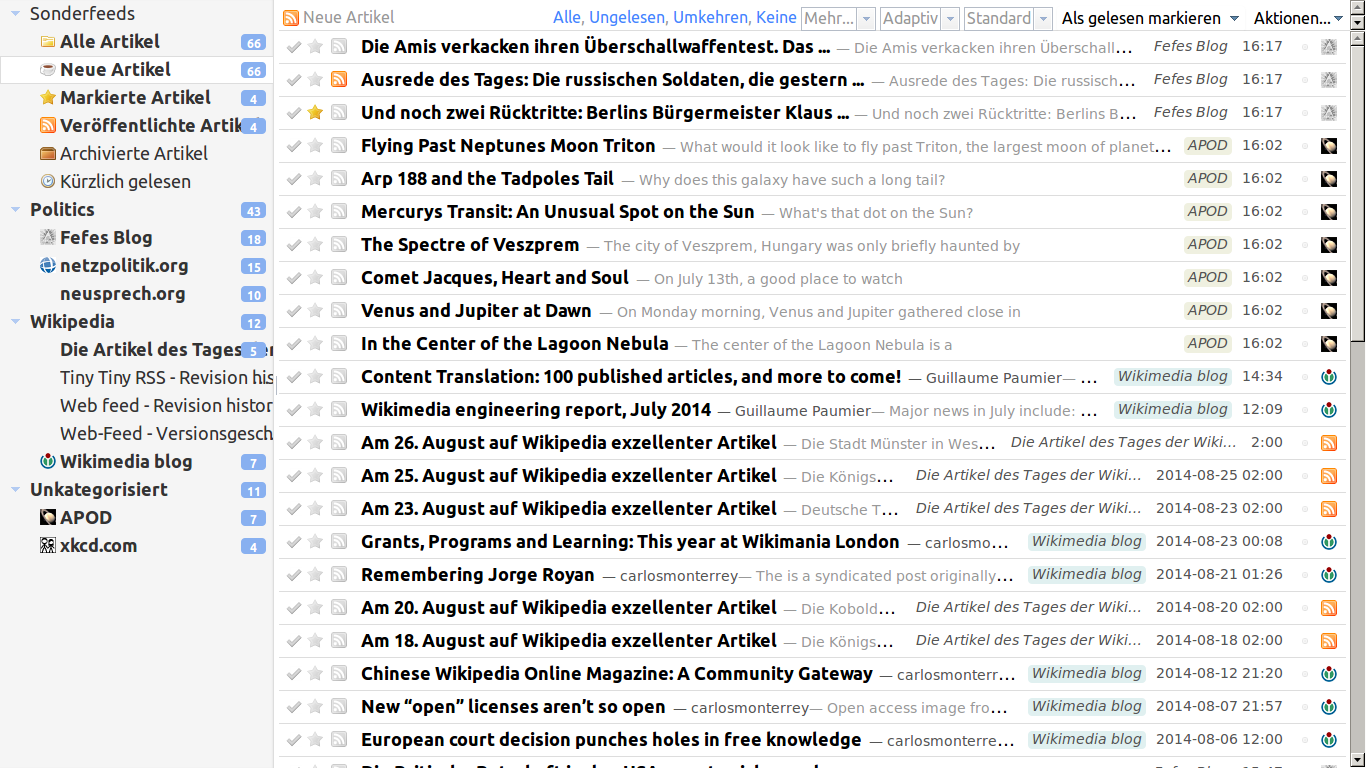
Interfejs czytnika kanałów Tiny Tiny RSS.

Czytnik kanałów (ang. feed reader lub news aggregator), czytnik RSS (ang. RSS reader), czytnik Atom (ang. Atom reader) – program komputerowy do czytania kanałów internetowych w formatach RSS i Atom, opartych na języku XML.

## Funkcjonowanie czytnika kanałów
Czytnik kanałów pozwala wczytywać nagłówki wiadomości publikowanych w kanałach informacyjnych dostępnych w Internecie. Nagłówek zawiera tytuł, zwięzły opis oraz link odsyłający do bardziej szczegółowej informacji, znajdującej się w serwisie prowadzonym przez wydawcę kanału (może być nim każda osoba prowadząca serwis WWW). Czytnik RSS pozwala śledzić wiele kanałów jednocześnie. Zazwyczaj program jest dostarczany z predefiniowaną listą kanałów, ale użytkownik może do nich dodawać nowe, organizując je w grupy tematyczne.
Zaletą czytnika kanałów jest możliwość śledzenia w jednym interfejsie bieżących informacji pochodzących z wielu źródeł jednocześnie oraz wczytywania tych, które są dla czytelnika interesujące. Wszystkie czytniki potrafią wyświetlać strony WWW z pełnymi wiadomościami w swoim interfejsie i nie wymagają uruchamiania przeglądarki internetowej.
Wyróżnia się samodzielne czytniki kanałów oraz wtyczki (pluginy) do innych programów, przede wszystkim przeglądarek internetowych i programów pocztowych.
Przykładami wtyczek są rozszerzenia do przeglądarki Firefox Sage, czytnik wbudowany w przeglądarki Opera i Avant Browser oraz w programy pocztowe Thunderbird, Evolution i rozszerzenie zawarte w programie narzędziowym Desktop Sidebar. Firefox od wersji 1.0 posiada obsługę RSS/Atom w formie zakładek. Podobny mechanizm obsługi kanałów RSS wbudowany jest w przeglądarce Safari (od wersji 2.0) dla systemu MacOS X.
Kanały RSS obsługują także komunikatory takie jak np.: Miranda IM, Konnekt (za pomocą odpowiedniej wtyczki), WPkontakt czy Spik. Protokół Gadu-Gadu jest wykorzystywany przez bota nagadu.info. Podobne możliwości wysyłania wiadomości o nowych elementach kanału istnieją w  protokole Jabber (XMPP), poprzez odpowiedni transport lub bota.
Do komercyjnych czytników RSS dla systemu operacyjnego Microsoft Windows należy m.in. Microsoft Outlook (od wersji 2007), FeedDemon, ale w serwisach z oprogramowaniem dostępne są także liczne darmowe czytniki, jak RSSreader, RSS Bandit czy polski Cafe News, Cliper lub Paseczek.
Z wolnodostępnych (głównie dla systemów Unix) czytników RSS można wymienić Liferea, akregator, straw, Blam!, RSSOwl. Istnieją również wtyczki do klientów pocztowych, takich jak Evolution, Thunderbird, Claws Mail.
Wyróżnia się również czytniki w postaci strony WWW, dedykowanej do przeglądania i organizowania (najczęściej po założeniu konta) publicznie dostępnych kanałów. Z czytników takich można korzystać przy użyciu dowolnej przeglądarki internetowej. Jednym z popularnych darmowych „czytników” tego typu był Czytnik Google (Google Reader), wyłączony 1 lipca 2013..

## Wybrane funkcje czytników kanałów
- Obsługiwanie formatów (standardy) kanałów (Atom, RSS 0.90/1.0, RSS 2.0 i RSS 0.91/0.92/0.93)
- Sposoby subskrybowania kanałów
- Rozpoznawanie kanałów na stronie internetowej
- Import i eksport danych o kanałach (OPML)
- Wyszukiwarka kanałów w Internecie
- Kategoryzacja kanałów w czytniku
- Wbudowany podgląd wiadomości
- Wyszukiwanie wiadomości według słów kluczowych
- Aktualizacja kanałów
- Usuwanie starych wiadomości